# Howard Griffith
Howard Griffith (Chicago, 17 novembre 1967) è un ex giocatore di football americano statunitense che ha giocato nel ruolo di fullback nella National Football League (NFL). Fu scelto nel corso del nono giro (236º assoluto) del Draft NFL 1991 dagli Indianapolis Colts. Al college giocò a football all'Università dell'Illinois (Urbana-Champaign).

## Carriera professionistica
Griffith fu scelto nel nono giro del Draft 1991 dagli Indianapolis Colts ma non scese mai in campo nella stagione regolare con i Colts. Fece il suo debutto nella NFL con i Los Angeles Rams nel 1993. Disputò due stagioni coi Rams e altre due coi Carolina Panthers dopo essere stato scelto nell'expansion draft 1995.
Nel 1997, Griffith si unì ai Denver Broncos con cui disputò cinque stagioni, principalmente bloccando per Terrell Davis. Non ricevette molti possessi e fu spesso utilizzato come ricevitori, facendo registrare 27 ricezioni nel 1996 e 26 nel 1999. Con i Broncos, Griffith vinse due anelli del Super Bowl nel Super Bowl XXXII e nel Super Bowl XXXIII. Griffith diede un grande contributo ai Broncos nella vittoria del Super Bowl XXXIII, segnando due touchdown su corsa nella gara. Inoltre fece registrare una ricezione chiave da 23 yard nel finale del Super Bowl XXXII, aprendo la strada al touchdown finale di Denver. Durante i suoi anni coi Denver Broncos, Howard si guadagnò il soprannome di "The Human Plow" (lo spazzaneve umano) per il suo successo nel bloccare per Terrell Davis.
Griffith fu costretto a ritirarsi prima dell'inizio della stagione 2002, a causa di un infortunio al collo subito nella pre-stagione 2001. In totale segnò 12 touchdown, 3 su corsa e 9 su ricezione.

## Vittorie e premi
- Super Bowl : 2

Denver Broncos: XXXII, XXXIII
- American Football Conference Championship: 2

Denver Broncos: 1997, 1998

## Statistiche
| Yard corse        | 351 |
| Yard su ricezione | 844 |
| Touchdown totali  | 12  |